# ニアライブ
ニアライブ（nearlive）とは、GAORA及びFIGHTING TV サムライで使用される呼称で、スポーツ中継などで生中継ができない場合、同じ日に放送時間をずらして初回放送を行う、つまり遅延送出システムの事である。地上波やBSの民放では「ディレード（delayed）」と表現する。スカイAでは、録画から始めて追いついたところで生中継に切り替えるいわゆる「追っかけ放送」をニアライブと表現している

## 概要
遅延送出システムでは数秒の遅れを実現させるものとして注目されるが、数分や数時間の遅れも可能である。例として16:00試合開始のものを18:00に放送開始する。類義語に撮って出しがある。遅れ時間が顕著だと「録画放送」とみなすことがある。

## 代表的な使われ方
- 格闘技専門チャンネルFIGHTING TV サムライ（CS放送）「バトルステーション・ニアライブ」と称して一部の興行で2～3時間遅れの同日録画中継を実施している。